# Maitreya

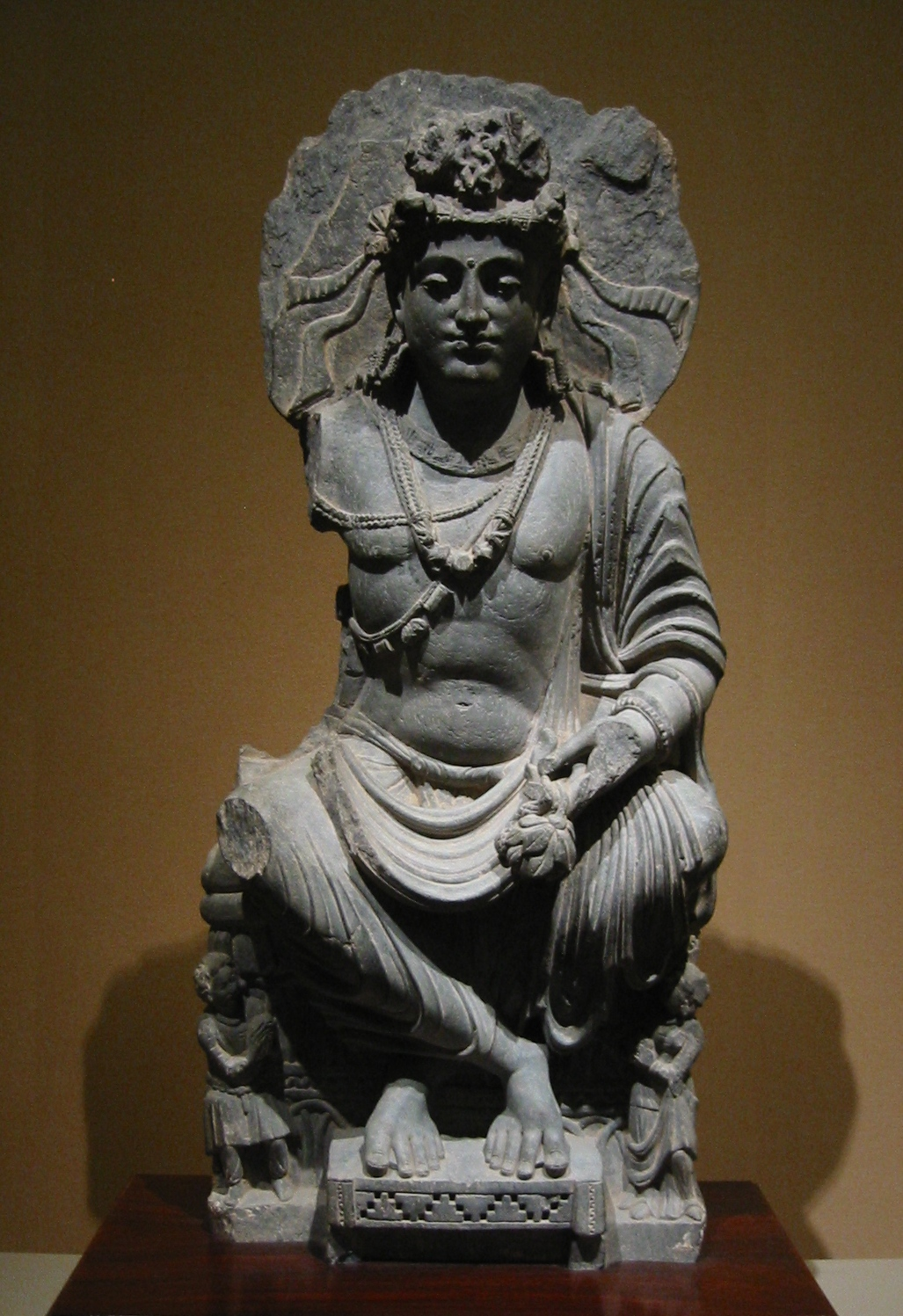
Künstlerische Darstellung Maitreyas aus Gandhara, 2. Jahrhundert
(Nationalmuseum Tokio)

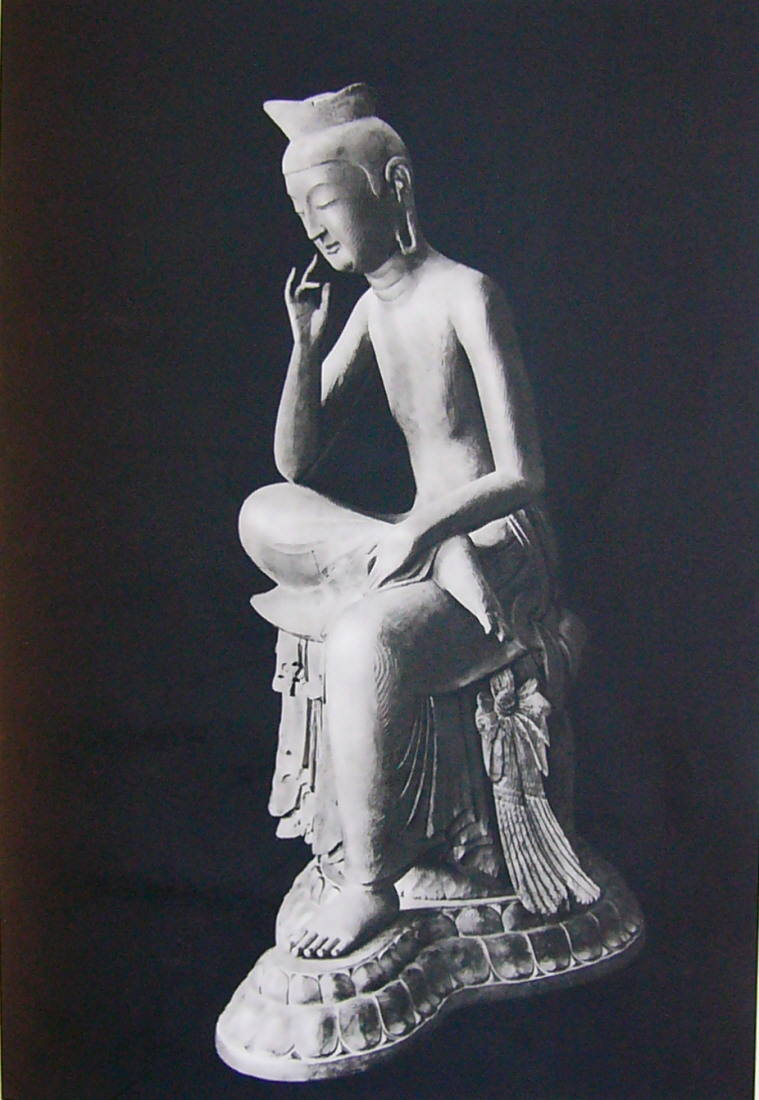
Maitreya, in Kōryū-ji Japan

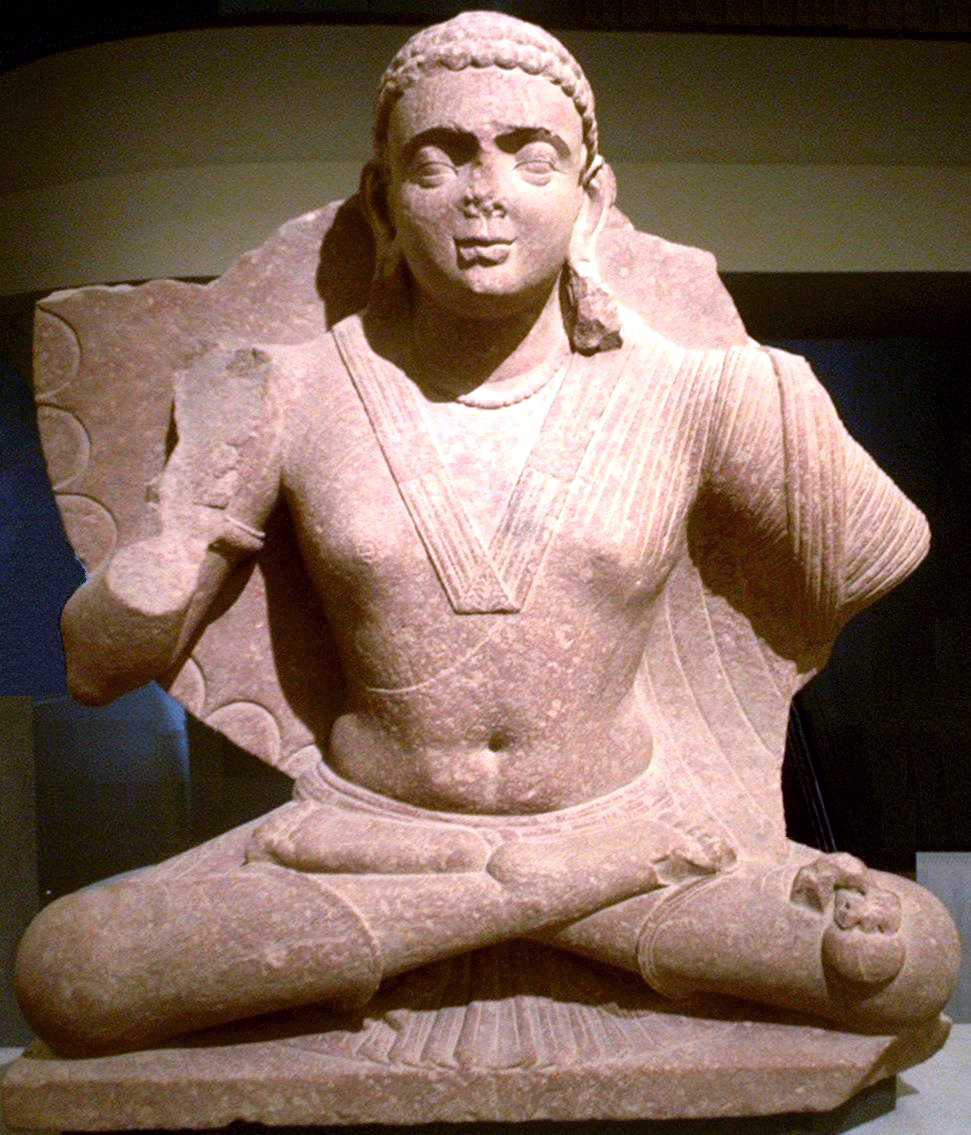
Künstlerische Darstellung Maitreyas aus Mathura, 2. Jahrhundert
(Museum Guimet)

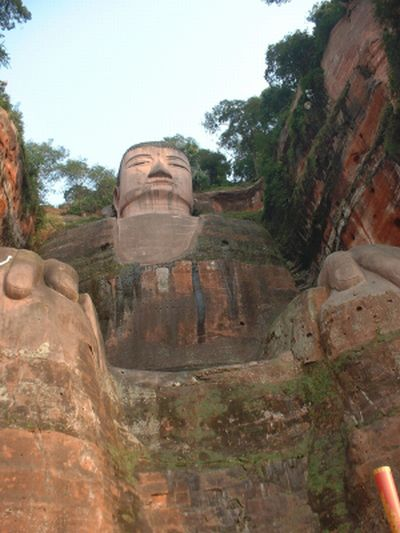
Der „Große Buddha von Leshan“ (樂山大佛 (Lèshān Dàfó)), Sichuan China. Eine 71 m hohe, aus dem Felsen gehauene Darstellung des sitzenden Maitreya aus dem 8. Jh.

Maitreya (in Sanskrit मैत्रेय Maitreya, Pali Metteyya; chinesisch 彌勒菩薩 / 弥勒菩萨, Pinyin Mílè Púsà, auch 彌勒佛 / 弥勒佛,  Mílè Fó, vietnamesisch Phật Di Lặc, tibetisch བྱམས་པ། Wylie byams pa, japanisch 弥勒菩薩 Miroku-bosatsu, auch 弥勒仏 Miroku-butsu bzw. Kubira, skr. Kumbhīra, sino-japanische Syn. 迷諦隸; 梅低梨; 梅怛麗, 梅怛藥, 梅怛邪; 每怛哩), gilt im Buddhismus als der Buddha der Zukunft und der große kommende Weltlehrer. Der Name ist wahrscheinlich vom Sanskrit-Wort „maitri“ abgeleitet, das mit universale Liebe, Güte, Freundschaft oder Freundlichkeit übersetzt werden kann.

## Ankunft
Sein Kommen ist einigen Quellen zufolge für 3.000, 5.000 bzw. 30.000 Jahre nach Buddha Shakyamuni, dem historischen Buddha (Siddhartha Gautama), vorausgesagt. Ein derart „baldiges“ Kommen widerspricht jedoch den diesbezüglichen Aussagen im Suttapitaka des Palikanons. Dort (Digha-Nikaya, Cakkavatti Sutta) heißt es, Metteyya werde erscheinen, wenn die Menschen (wieder) achtzigtausend Jahre alt werden, was sich nicht plötzlich, sondern über viele Zwischenstufen vollziehen soll. Demnach können die Prognosen für die Ankunft des „Lachenden Buddha“ auch als unbestimmte Vorhersagen im Sinne von: „in ferner Zukunft …“ verstanden werden. Zur Zeit des (4.) „historischen“ Buddha Gautama soll Maitreya als Bodhisattva-Schüler inkarniert gewesen sein.

## Kommender 5. Buddha dieses Äons
Maitreya ist der einzige im Suttapitaka des Palikanons des Theravada-Buddhismus erwähnte kommende Buddha. Bekannt ist er auch im Mahayana und hier insbesondere im tibetischen Buddhismus von großer Bedeutung. Dort zählt er zu den sog. Acht großen Bodhisattvas, die auch die Acht großen Söhne Buddhas genannt werden. Im ersten Kloster Tibets Samye ist einer der vier großen Tempel zu Seiten des Haupttempels Maitreya gewidmet. Gemäß Pali-Kanon befindet sich Maitreya derzeit und bis zu seinem Erscheinen auf der Erde im Tushita-Himmel, der vierthöchsten der insgesamt sechs sich innerhalb der Sinnenwelt (kama-loka) befindenden Deva-Welten, in der alle Buddhas vor ihrer letzten Wiedergeburt leben.
Die Darstellungen zeigen Maitreya manchmal stehend, meist aber sitzend. Dabei berühren seine Füße, im Unterschied zu anderen Buddha- oder Bodhisattva-Darstellungen, den Boden, was symbolisieren soll, dass er seinen Platz noch nicht vollständig eingenommen hat. In der linken Hand hält er in vielen Darstellungen ein Wassergefäß.
Ein Großteil der Lehre von Maitreya geht auf Asaṇga (= Āryāsanga) zurück, chin. 無著 / 无著,  Wúzhuó, jap. Mujaku, den Gründer der Vijñāna-vādā-Schule (jap.: Yogacara, „reiner Geist“, „Nur-Geist“), und seinen jüngeren Halbbruder Vasubandhu – Söhne einer vornehmen Brahmanenfamilie, die im 5. Jahrhundert in Purusharpura, im nordindischen Staat Gandhara (heute Peschawar) geboren wurden.
In China und Japan wird Maitreya auch in der Figur des Budai (jap. Hotei) verehrt.
„Manche Gelehrte nehmen auch an, dass Maitreya ursprünglich mit der iranischen Retter-Gestalt Mithra verbunden ist, und dass seine spätere Wichtigkeit für Buddhisten als zukünftiger Buddha, der im Tushita-Himmel wohnt und der Shakyamuni Buddha nachfolgt, aus dieser Quelle stammt.“ Diese Sichtweise widerspricht aber der (nachkanonischen) buddhistischen Überlieferung, wonach Maitreya der fünfte von 1000 Buddhas sein wird, die in diesem Äon erscheinen werden.

## Maitreya als Heilsgestalt in anderen religiösen Traditionen
Die buddhistische Heilsgestalt Maitreya wurde auch von anderen religiösen Gruppierungen aufgegriffen und für die je eigene Tradition adaptiert. So wurde im Rahmen der Religionsbegegnung von Buddhisten und Manichäern im Ostiran und Zentralasien Maitreya als Heilsgestalt aufgenommen und in China unter der südlichen Song-Dynastie in die Lehre des Weißen Lotus einbezogen. Damit wurde einerseits Bezug auf ein buddhistisches Konzept genommen, gleichzeitig wurde dieses Konzept für den eigenen Religionsstifter beansprucht, dessen Auftreten als Kommen des Maitreya gesehen wurde. Mani als Maitreya wurde in hymnischer und liturgischer Verehrung genannt.
Dem Glauben der Bahai nach hat sich die Erwartung des Maitreya im Kommen ihres Religionsstifters Baha'ullah erfüllt. Bahai sehen in den Lehren Baha'ullahs zum Weltfrieden die Prophezeiung erfüllt, dass Maitreya ein Zeitalter des universellen Friedens einleiten werde.
Annie Besant, die Präsidentin der Theosophischen Gesellschaft Adyar, vertrat die Ansicht, Jesus Christus werde nach rund 2.000 Jahren abgelöst von einem „neuen Weltlehrer“ – dem „Lord Maitreya“ oder „Lord Tyrannus“, wie sie ihn auch nannten –, dessen menschliches „Vehikel“ sie im von Charles Webster Leadbeater 1909 entdeckten Jiddu Krishnamurti sah. Sie gründete den Order of the Star in the East, um diesem kommenden geistigen Impulsgeber des Wassermannzeitalters den Weg zu ebnen und setzte 1911 Krishnamurti als Präsidenten des Ordens ein. Dieser löste 1929 den Orden auf und wirkte bis zu seinem Tod 1986 als unabhängiger Vortragsredner in Europa und den Vereinigten Staaten.